# Pedro Corrêa
Pedro da Silva Corrêa de Oliveira Andrade Neto, mais conhecido como Pedro Corrêa (Rio de Janeiro, 7 de janeiro de 1948), é um médico e político brasileiro filiado ao Progressistas (PP).
Médico formado na Universidade Federal de Pernambuco em 1971, elegeu-se deputado federal por Pernambuco pela ARENA em 1978. Com a extinção desta, foi para o Partido Democrático Social em 1980. Em 1987 migrou para o Partido da Frente Liberal e em 1995 foi para o PPB, atual Progressistas (PP). Fez parte das legislaturas 1979-1983, 1983-1987, 1991-1995, 1995-1999, 1999-2002 (suplente) e 2003-2006.
Teve seu mandado cassado pelo plenário da Câmara dos Deputados em 15 de março de 2006, por 261 votos a favor, 166 contra e 19 abstenções, por envolvimento no escândalo do mensalão. Diante do ocorrido, teve seus direitos políticos suspensos até 2014.

## Biografia
Nasceu no Rio de Janeiro, então Distrito Federal, no dia 7 de janeiro de 1948, filho de Clarice Roma de Oliveira Andrade e Fábio Corrêa de Oliveira Andrade.
Fábio Corrêa, pai de Pedro Corrêa, foi Bacharel Ciências Jurídicas e Sociais pela Faculdade de Direito do Recife, em 1933; delegado do DOPS, durante o Estado Novo; deputado estadual por Pernambuco, entre 1951 e 1968 e Ministro do Tribunal de Contas do Estado de Pernambuco, nomeado pelo Governador Nilo Coelho, em 1968.
Pedro Corrêa iniciou a vida púbica como assessor parlamentar da Assembleia Legislativa de Pernambuco e assessor da União Parlamentar Interestadual (UPI), cargos que exerceu por dois anos. Ingressou no curso de medicina da Universidade Federal de Pernambuco (UFPE), em 1966, concluindo-o em 1971.
Nas eleições de novembro de 1978, elegeu-se deputado federal pela Aliança Renovadora Nacional (ARENA), partido de sustentação da ditadura militar. Com a extinção do bipartidarismo em novembro de 1979 e a consequente reformulação partidária, foi reeleito deputado federal nas eleições de novembro de 1982, dessa vez pelo Partido Democrático Social (PDS), agremiação que sucedeu a Arena no apoio ao regime militar.
Em 25 de abril de 1984, esteve ausente da votação da emenda Dante de Oliveira, que, apresentada na Câmara dos Deputados, propôs o restabelecimento das eleições diretas para presidente da República. A emenda não obteve o número de votos necessários para a aprovação.
Na eleição indireta para presidente do Brasil em 1985, no Colégio Eleitoral, votou no candidato do regime militar, Paulo Maluf, que acabou sendo derrotado pelo oposicionista Tancredo Neves. Em 1985, Pedro Corrêa foi vice-líder do PDS na Câmara.
Candidatou-se a deputado federal constituinte, na legenda do Partido da Frente Liberal (PFL), obtendo apenas uma suplência. Entre 1987 e 1991, ocupou o cargo de diretor financeiro do Instituto do Açúcar e do Álcool (IAA).
Nas eleições de outubro de 1990, elegeu-se deputado federal pelo PFL, assumindo seu terceiro mandato em fevereiro do ano seguinte. Na sessão da Câmara dos Deputados de 29 de setembro de 1992, votou a favor da abertura do processo de impeachment do presidente da República, Fernando Collor de Melo.
Em 1994, votou a favor da criação do Imposto Provisório sobre Movimentação Financeira (IPMF). Foi contrário ao projeto que propunha o fim do voto obrigatório.
Nas eleições de outubro de 1994, Pedro Correia recebeu o apoio de sua base eleitoral, localizada na região metropolitana do Recife, no sertão do Araripe e no sul da Zona da Mata, para se reeleger deputado federal.
Durante o governo de Fernando Henrique Cardoso, alinhou-se à base governista e votou a favor das propostas sobre a quebra do monopólio estatal das telecomunicações, a quebra do monopólio da Petrobras na exploração de petróleo, o fim do monopólio dos governos estaduais na distribuição de gás canalizado, a abertura da navegação de cabotagem às embarcações estrangeiras, entre outras.
Em dezembro de 1995, Pedro Correia deixou o PFL para integrar-se à legenda do Partido Progressista Brasileiro (PPB). Por este partido disputou a prefeitura do Recife, em outubro de 1996, não sendo bem-sucedido, ficou em 4º lugar, recebendo pouco mais de 50 mil votos.
Nas eleições de outubro de 1998, candidatou-se novamente a deputado federal pela legenda do PPB, obtendo apenas a segunda suplência. Deixou a Câmara dos Deputados em janeiro de 1999.
Elegeu-se deputado federal, em 2002, ainda pela legenda do PPB, recebeu pouco mais de 66 mil votos.
Pedro Correia teve o seu mandato cassado em 2006 devido ao seu envolvimento no “Escândalo do mensalão”, grave crise política aberta por denúncias do deputado Roberto Jefferson (PTB) de que haveria um esquema de compra de votos de parlamentares da base aliada do governo, pelo PT, e que seria capitaneado pelo então ministro da Casa Civil, José Dirceu. Correia foi acusado de ter recebido dinheiro do publicitário Marcos Valério de Souza.
Casou-se com Maria Adélia Lemos Correia de Oliveira, com quem teve três filhos, entre os quais Aline Corrêa, deputada federal por São Paulo de 2007 até 2015.

## Mensalão

### Condenação e prisão
O Supremo Tribunal Federal (STF) condenou em 2013 o deputado cassado Pedro Corrêa (PP-PE) a 9 anos e 5 meses de prisão e multa de 1,08 milhão de reais no julgamento da Ação Penal 470 (mensalão). Ele foi condenado a 2 anos e 3 meses por formação de quadrilha, 2 anos e 6 meses de prisão mais R$ 456 mil de multa por corrupção passiva, e 4 anos e 8 meses e R$ 624 mil de multa de prisão por lavagem de dinheiro. Ele teria recebido, junto a outros parlamentares, 2,9 milhões de reais para votar a favor de matérias do interesse do governo federal durante o primeiro mandato de Luiz Inácio Lula da Silva.

## Petrolão

### Envolvimento e prisão
Em 10 de abril de 2015 sob investigações da Operação Lava Jato, também houve ordem de prisão contra o ex-deputado Pedro Corrêa (PP-PE), que já estava preso em Pernambuco por condenação no processo do mensalão. Foi encaminhado ofício para o presídio para que ele fosse transferido para a PF em Curitiba.

### CPI da Petrobras
Convocado para depor na CPI da Petrobras, Pedro Corrêa afirmou: "Só não prendem Lula porque ninguém tem coragem".
Na mesma audiência disse: “O diretor de Abastecimento da Petrobrás, que se eu não me engano a memória era um tal de Manso, ele se atritou com a diretoria e o presidente Lula convidou o Paulo Roberto Costa para ser diretor de Abastecimento”, ao comentar a nomeação do delator ao cargo, em 2004.

### Condenação
Em 29 de outubro de 2015, o juiz federal Sergio Moro, da 13ª Vara Federal de Curitiba, condenou o ex-deputado e ex-presidente do PP Pedro Corrêa a 20 anos, 7 meses e 10 dias de prisão pelos crimes de corrupção passiva e lavagem de dinheiro no escândalo do petrolão.